# Столб (архитектура)

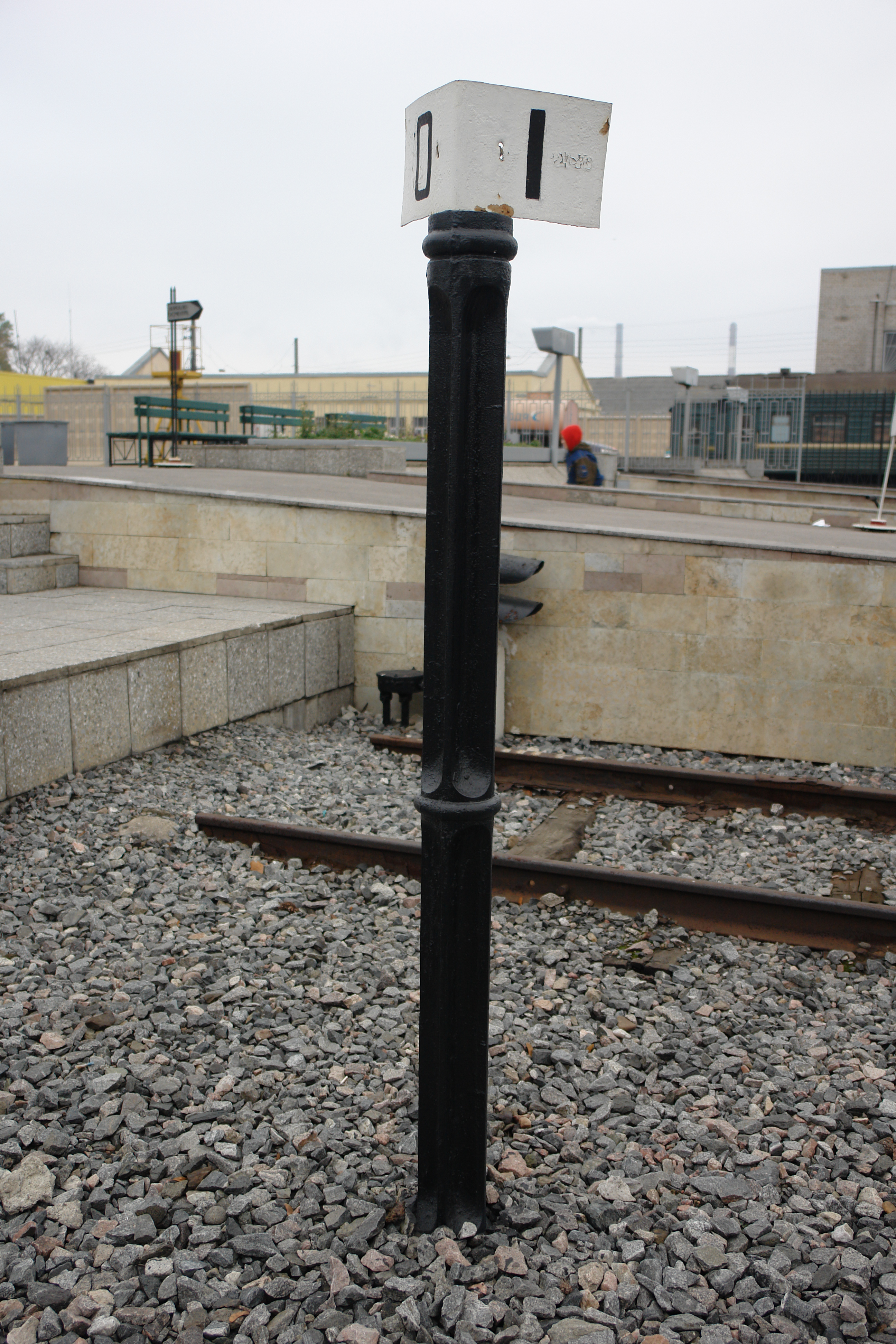
Верстовой чугунный столб РЖД (1860)

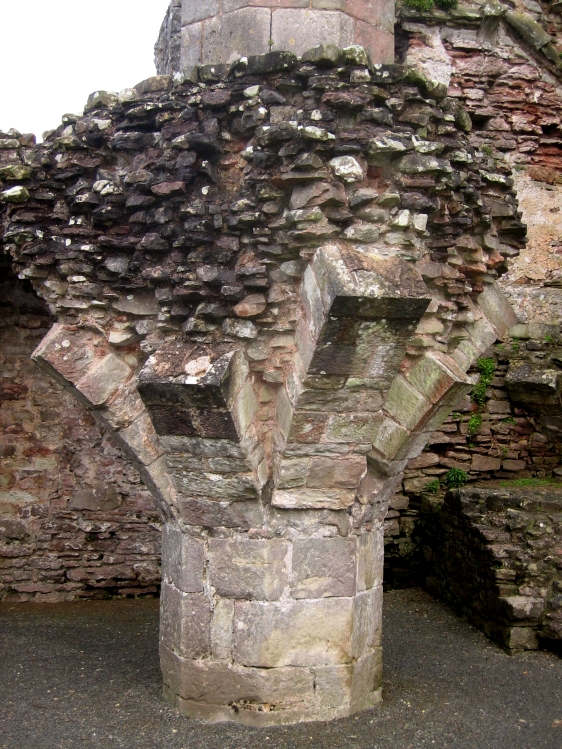
Центральный восьмиугольный столп, поддерживавший арочные своды. Руины замка Койти. XIV век

Столп, или столб — распространённый архитектурный элемент вертикальной формы; несущая часть опорной конструкции зданий и сооружений; наименование башни, вертикально вытянутого здания (например, столпообразный храм).
Разновидность столба — колонна. Столбы бывают деревянные, каменные, металлические, квадратные, круглые, многоугольные.

## Употребление столбов
- Часть конструкции заборов, ворот, навесов и других сооружений.
- Столб = бревно, свая.
- Конструктивный или декоративный элемент зданий (жилых домов, общественных сооружений, храмов и т. д.)
- Самостоятельное сооружение, имеющее мемориальное значение или служебный характер (например, верстовой или километровый столб, фонарный столб, коновязь).

## Фонарный столб
Фонарным столбом принято называть опору, которая используется в системах любого уличного освещения. В эту группу не входят мачты освещения, которые применяются на стадионах, промышленных объектах, для освещения территорий в гористой местности, например, на горнолыжных курортах. Мачты используются там, где максимальной стандартной высоты столба в 12 метров недостаточно. В остальных случаях достаточно стандартных опор.
С исторической точки зрения такие конструкции используются еще с древних времен, однако в Древнем Риме и Греции это были низкие опоры-треноги для чаш с горючей смесью, которая поджигалась в темное время. Вскоре люди начали крепить факелы или небольшие лампы на стены крепостей и домов, замков. Только с середины XVII века можно говорить о постоянном использовании уличного освещения в традиционном понимании — с фонарными столбами, светильниками. За это время фонарный столб мало изменялся — только в соответствии с веяниями моды в архитектуре. Немало образцов кованых изделий можно встретить в музеях и в исторических районах городов по всему миру, например, в Кембридже.
Фонарный столб служит опорой, на которую крепится оголовник и светильник в соответствии с проектом освещения территории. В обязательном порядке опоры уличного освещения устанавливаются:
- Вдоль автомобильных дорог. В этом случае важно соблюдать определенные нормы освещенности, которые определяются государственными строительными нормами;
- В парках и скверах, других общественных местах. Согласно последним изменениям в нормативных требованиях некоторых стран, например Украины, при расчете и проектировании освещения, в том числе высоты фонарных столбов, должны учитываться зелёные насаждения[3];
- На территориях промышленных объектов любого типа. В некоторых случаях, при производственной необходимости и с учетом особенностей территории, могут применяться мачты освещения.

Материал изготовления фонарных столбов должен выдерживать вес оголовника и светильника, а также хорошо противостоять вибрации от машин и ветру, выдерживать широкий диапазон температур и влажности. Самыми популярными на сегодня являются:
- Алюминиевые столбы;
- Стальные оцинкованные опоры (или с другим способом защиты от коррозии);
- Композитные опоры.

Также на прочность и устойчивость влияет сечение опоры. Фонарные столбы могут иметь разное сечение:
- Круглое;
- Ограненное (6,8 или больше граней);
- Квадратное.

Все требования к производству, проверке прочности фиксируются государственными стандартами. Благодаря внедрению международных норм и производству некоторыми компаниями фонарных столбов на экспорт, эти требования постепенно унифицируются.
Унификация фонарных столбов позволяет разрабатывать и типовые решения — проекты освещения, которые легко переносить на любой реальный объект с минимальными изменениями. Для обеспечения видимости на стандартном футбольном поле можно обойтись опорами освещения высотой 8 м. При этом освещенность должна быть не менее 75 лк, а коэффициент ослепления — не больше 55.

В последнее время также активно внедряются «умные» и автономные фонарные столбы и комплексы уличного освещения. Они используют современные модули управления яркостью, автоматически подстраиваются под изменение продолжительности светового дня, в них можно запрограммировать пиковые периоды нагрузки и время «дежурной» работы. Автономные комплекты позволяют решить проблему освещения в неэлектрифицированных районах.